# Panorpa contorta
Panorpa contorta är en näbbsländeart som beskrevs av George W. Byers 1996. Panorpa contorta ingår i släktet Panorpa och familjen skorpionsländor. Inga underarter finns listade i Catalogue of Life.